# Arcidiocesi di Morelia

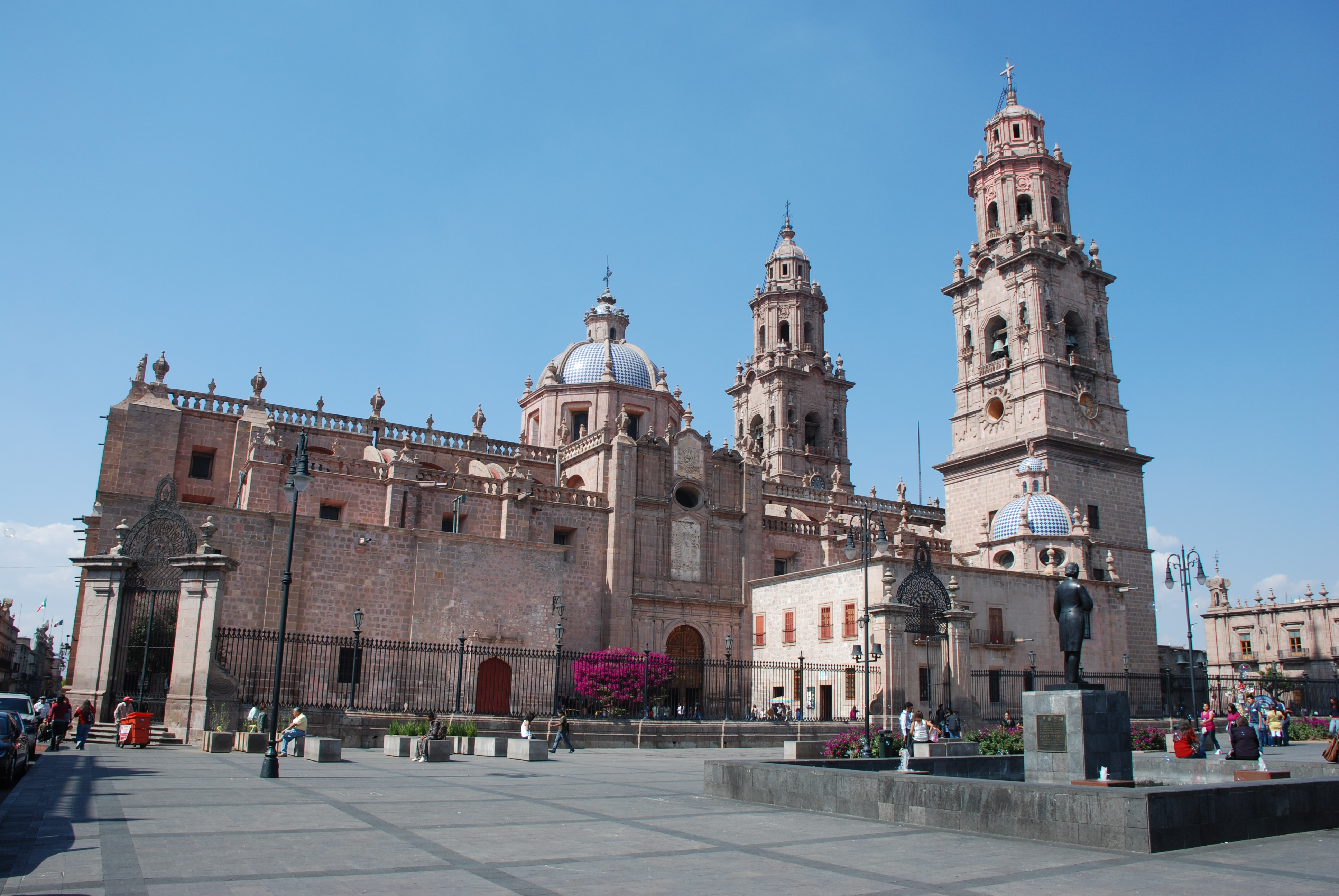
Vista laterale della cattedrale.

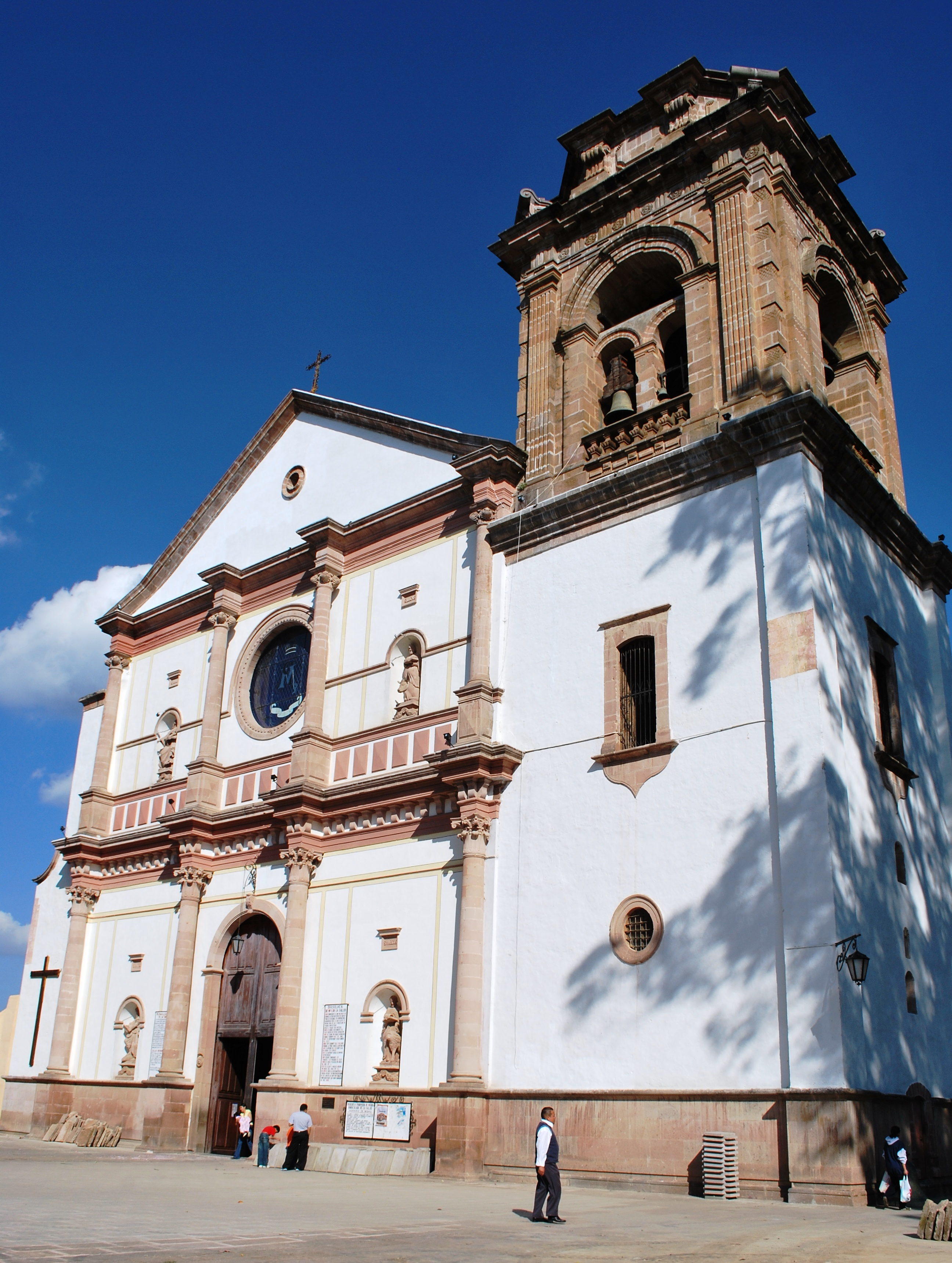
La basilica minore di Nostra Signora della Salute di Pátzcuaro.

L'arcidiocesi di Morelia (in latino Archidioecesis Moreliensis) è una sede metropolitana della Chiesa cattolica in Messico. Nel 2023 contava 2.899.000 battezzati su 3.296.200 abitanti. È retta dall'arcivescovo Carlos Garfias Merlos.

## Territorio
L'arcidiocesi comprende 56 comuni negli stati messicani di Michoacán e di Guanajuato:
- i comuni di Yuriria, Moroleón, Uriangato, Santiago Maravatío, Salvatierra, Tarimoro, Acámbaro, Jerécuaro, Coroneo, Tarandacuao e alcune parrocchie del comune di Pénjamo[3] nella parte meridionale dello Stato di Guanajuato;
- i comuni di Acuitzio, Álvaro Obregón, Angamacutiro, Angangueo, Aporo, Charo, Chucándiro, Coeneo, Contepec, Copándaro, Cuitzeo, Epitacio Huerta, Erongarícuaro, Hidalgo, Huandacareo, Huaniqueo, Huiramba, Indaparapeo, Irimbo, Jiménez, José Sixto Verduzco, Jungapeo, La Piedad, Lagunillas, Maravatío, Morelia, Morelos, Numarán, Ocampo, Panindícuaro, Pátzcuaro, Penjamillo, Puruándiro, Queréndaro, Quiroga, Santa Ana Maya, Senguio, Tarímbaro, Tlalpujahua, Tuxpan, Tzintzuntzán, Tzitzio, Zacapu, Zinapécuaro, Zitácuaro nella parte nord-orientale dello Stato di Michoacán.

Sede arcivescovile è la città di Morelia, capoluogo dello stato, dove si trova la cattedrale del Santissimo Salvatore. A Pátzcuaro sorge la basilica minore di Nostra Signora della Salute.
Il territorio si estende su una superficie di 18.000 km² ed è suddiviso in 242 parrocchie.

### Provincia ecclesiastica
La provincia ecclesiastica di Morelia, istituita nel 1863, comprende le seguenti suffraganee:
- la diocesi di Zamora, eretta nel 1863;
- la diocesi di Tacámbaro, eretta nel 1913;
- la diocesi di Apatzingán, eretta nel 1962;
- la diocesi di Ciudad Lázaro Cárdenas, eretta nel 1985.

## Storia
Nei primi mesi del 1526 arrivarono nel regno di Michoacán i primi missionari al seguito dei conquistadores spagnoli, inizialmente si trattava di francescani, successivamente furono gli agostiniani ad impegnarsi nell'evangelizzazione della regione. Già nel febbraio del 1534 l'imperatore Carlo V espresse l'intenzione di far nascere nuove diocesi in Messico tra le quali una nel territorio del Michoacán.
La diocesi di Michoacán fu eretta l'8 agosto 1536 con la bolla Illius fulciti praesidio di papa Paolo III. Era la quarta diocesi creata in Messico in ordine cronologico, dopo quella Carolense nel 1519, la cui sede fu trasferita successivamente a Tlaxcala (oggi arcidiocesi di Puebla de los Ángeles), e quelle di Città del Messico nel 1530 e di Antequera nel 1535.
Originariamente era suffraganea dell'arcidiocesi di Siviglia, ma dal 1546 entrò a far parte della provincia ecclesiastica dell'arcidiocesi di Città del Messico.
Inizialmente la sede della diocesi era nella città di Michoacán chiamata all'epoca Tzintzuntzán; l'8 luglio 1550 fu spostata a Pátzcuaro in forza del breve Exponi nobis di papa Giulio III,; il 10 novembre 1571 fu nuovamente traslata a Valladolid, nome con il quale era chiamata Morelia fino al 1828, con il breve Super universas di papa Pio V.
Il primo vescovo della diocesi, Vasco de Quiroga, fu una personalità molto forte che lasciò una grande impronta nella diocesi. Laureato in legge, fu inviato in Messico nel 1531 in qualità di giudice auditore, il contatto con le popolazioni indigene lo portò ad abbandonare la professione di giudice per diventare sacerdote e dedicarsi interamente alla loro crescita umana e cristiana. Durante il suo episcopato fece costruire la cattedrale del Divino Salvatore, l'ospedale di Santa Marta e numerose scuole per fornire istruzione alle popolazioni indigene. Fondò anche il seminario diocesano a cui poteva accedere soltanto chi conosceva almeno una delle lingue parlate dalle popolazioni indigene. Morì all'età di 95 anni.
L'attuale cattedrale fu costruita nel 1660 per iniziativa del vescovo Marcos Ramírez de Prado y Ovando (1639-1666). Al vescovo Juan de Ortega Cano Montáñez y Patiño (1682-1699) si devono delle particolari Ordinanze secondo le quali sacerdoti e giudici ecclesiastici dovevano prestare maggiore attenzione alle necessità pastorali dei fedeli. Lo stesso vescovo per un certo periodo si trasferì a Città del Messico divenendo Viceré della Nuova Spagna.
Nel corso del XVIII secolo si distinse la figura del vescovo Francisco Antonio de San Miguel Iglesia Cajiga (1783-1804) che fece costruire l'acquedotto cittadino e distribuì alla cittadinanza una grande quantità di elemosine.
A più riprese cedette porzioni del suo territorio a vantaggio dell'erezione di nuove diocesi:
- la diocesi di Guadalajara (oggi arcidiocesi) il 13 luglio 1548;
- la diocesi di Linares o Nuovo León (oggi arcidiocesi di Monterrey) il 15 dicembre 1777;
- la diocesi di San Luis Potosí (oggi arcidiocesi) il 31 agosto 1854.

Nel XIX secolo, nel pieno delle molteplici lotte e rivoluzioni che attraversarono il Messico, molti vescovi si impegnarono per ridurre sulla popolazione gli effetti di queste lotte e per salvaguardare l'indipendenza della Chiesa dai diversi capi rivoluzionari. In questo periodo Juan Cayetano José María Gómez de Portugal y Solis (1831-1850) fu il primo vescovo messicano ad essere nominato cardinale, ma la nomina giunse soltanto un mese dopo la sua morte.
Il 26 gennaio 1863 la diocesi cedette porzioni del suo territorio a vantaggio dell'erezione delle diocesi di León (oggi arcidiocesi) e di Zamora, e nel contempo fu elevata al rango di arcidiocesi metropolitana, in forza della bolla Catholicae Romanae Ecclesiae di papa Pio IX, con il nome di arcidiocesi di Michoacán.
Il 16 marzo dello stesso anno l'arcidiocesi cedette ancora una porzione di territorio a vantaggio dell'erezione della diocesi di Chilapa (oggi diocesi di Chilpancingo-Chilapa).
Nel 1897 si svolse il primo sinodo diocesano.
Il 26 luglio 1913 l'arcidiocesi cedette un'altra porzione del suo territorio a vantaggio dell'erezione della diocesi di Tacámbaro.
Il 22 novembre 1924 l'arcidiocesi ha assunto il nome attuale.
Il 13 novembre 1973 e il 3 gennaio 2004 ha ceduto altre porzioni del suo territorio a vantaggio dell'erezione rispettivamente delle diocesi di Celaya e di Irapuato.
L'arcidiocesi ha ricevuto la visita pastorale di papa Francesco il 18 febbraio 2016.

## Cronotassi dei vescovi
Si omettono i periodi di sede vacante non superiori ai 2 anni o non storicamente accertati.
- Vasco de Quiroga † (18 agosto 1536 - 14 marzo 1565 deceduto)
- Antonio Ruiz de Morales y Molina, O.S.A. † (15 maggio 1566 - 10 dicembre 1572 nominato vescovo di Tlaxcala)
- Juan de Medina Rincón y de la Vega, O.S.A. † (18 giugno 1574 - 1588 deceduto)
  - Sede vacante (1588-1592)
- Alfonso Guerra, O.P. † (9 marzo 1592 - 28 giugno 1596 deceduto)
- Domingo de Ulloa, O.P. † (3 aprile 1598 - 1601 deceduto)
- Andrés de Ubilla, O.P. † (29 gennaio 1603 - maggio 1603 deceduto)
- Juan Fernández de Rosillo (Rovillo) † (16 giugno 1603 - 29 ottobre 1606 deceduto)
- Baltazar de Cobarrubias y Muñoz, O.S.A. †(4 febbraio 1608 - 22 luglio 1622 deceduto)
- Alonso Enríquez de Toledo y Armendáriz, O.M. † (15 aprile 1624 - 5 dicembre 1628 deceduto)
- Francisco de Rivera y Pareja, O.M. † (17 settembre 1629 - 5 settembre 1637 deceduto)
- Marcos Ramírez de Prado y Ovando, O.F.M. † (30 maggio 1639 - 15 dicembre 1666 nominato arcivescovo di Città del Messico)
- Payo Enríquez de Rivera Manrique, O.S.A. † (16 gennaio 1668 - 17 settembre 1668 nominato arcivescovo di Città del Messico)
- Francisco Antonio Sarmiento de Luna Enríquez, O.S.A. † (12 novembre 1668 - 25 settembre 1673 nominato vescovo di Almería)[8]
- Francisco Verdín y Molina † (27 novembre 1673 - 29 aprile 1675 deceduto)
- Francisco de Aguiar y Seijas y Ulloa † (30 agosto 1677 - 20 aprile 1682 nominato arcivescovo di Città del Messico)
- Juan de Ortega Cano Montañez y Patiño † (8 giugno 1682 - 21 giugno 1700 nominato arcivescovo di Città del Messico)
- García Felipe de Legazpi y Velasco Altamirano y Albornoz † (8 agosto 1701 - 14 gennaio 1704 nominato vescovo di Tlaxcala)
- Manuel de Escalante Colombres y Mendoza † (19 maggio 1704 - 15 maggio 1708 deceduto)
  - Sede vacante (1708-1713)
- Felipe Ignacio Trujillo y Guerrero † (22 maggio 1713 - 6 febbraio 1721 deceduto)
- Francisco de la Cuesta, O.S.H. † (27 settembre 1723 - 31 maggio 1724 deceduto)
  - Sede vacante (1724-1728)
- Juan José de Escalona y Calatayud † (15 novembre 1728 - 23 maggio 1737 deceduto)
  - Sede vacante (1737-1741)
  - José Félix Valverde † (24 novembre 1738 - 23 febbraio 1741 deceduto) (vescovo eletto)[9]
- Francisco Pablo Matos Coronado † (2 gennaio 1741 - 26 aprile 1744 deceduto)
- Martín de Elizacoechea † (8 marzo 1745 - 19 novembre 1756 deceduto)
- Pedro Anselmo Sánchez de Tagle † (26 settembre 1757 - 27 maggio 1772 deceduto)
- Luis Fernando de Hoyos y Mier † (12 luglio 1773- 7 maggio 1776 deceduto)
- Juan Ignacio de la Rocha † (12 maggio 1777 - 3 febbraio 1782 deceduto)
- Francisco Antonio de San Miguel Iglesia Cajiga, O.S.H. † (15 dicembre 1783 - 18 giugno 1804 deceduto)
- Marcos de Moriana y Zafrilla † (26 giugno 1805 - 27 luglio 1809 deceduto)
  - Manuel José Abad y Queipo † (1811 - 1811 dimesso) (vescovo eletto)
- Juan Cayetano José María Gómez de Portugal y Solis † (28 febbraio 1831 - 4 aprile 1850 deceduto)
- Clemente de Jesús Munguía y Núñez † (3 ottobre 1850 - 14 dicembre 1868 deceduto)
- José Ignacio Árciga Ruiz de Chávez † (21 dicembre 1868 - 7 gennaio 1900 deceduto)
- Atenógenes Silva y Álvarez Tostado † (31 agosto 1900 - 21 febbraio 1911 deceduto)
- Leopoldo Ruiz y Flóres † (27 novembre 1911 - 12 dicembre 1941 deceduto)
- Luis María Altamirano y Bulnes † (12 dicembre 1941 succeduto - 7 febbraio 1970 deceduto)
- Manuel Martín del Campo Padilla † (7 febbraio 1970 succeduto - 6 aprile 1972 deceduto)
- Estanislao Alcaraz y Figueroa † (3 luglio 1972 - 20 gennaio 1995 ritirato)
- Alberto Suárez Inda (20 gennaio 1995 - 5 novembre 2016 ritirato)
- Carlos Garfias Merlos, dal 5 novembre 2016

## Statistiche
L'arcidiocesi nel 2023 su una popolazione di 3.296.200 persone contava 2.899.000 battezzati, corrispondenti all'87,9% del totale.
| anno | popolazione | popolazione | popolazione | presbiteri | presbiteri | presbiteri | presbiteri                | diaconi | religiosi | religiosi | parrocchie |
| anno | battezzati  | totale      | %           | numero     | secolari   | regolari   | battezzati per presbitero | diaconi | uomini    | donne     | parrocchie |
| ---- | ----------- | ----------- | ----------- | ---------- | ---------- | ---------- | ------------------------- | ------- | --------- | --------- | ---------- |
| 1950 | 1.100.000   | 1.300.000   | 84,6        | 371        | 291        | 80         | 2.964                     |         | 83        | 681       | 126        |
| 1966 | 1.835.000   | 1.850.000   | 99,2        | 509        | 394        | 115        | 3.605                     |         | 143       | 1.185     | 105        |
| 1970 | 1.800.000   | 1.825.000   | 98,6        | 507        | 392        | 115        | 3.550                     |         | 125       | 1.272     | 141        |
| 1976 | 1.660.000   | 1.700.000   | 97,6        | 503        | 404        | 99         | 3.300                     |         | 122       | 825       | 177        |
| 1980 | 1.819.000   | 1.860.000   | 97,8        | 468        | 358        | 110        | 3.886                     |         | 132       | 820       | 195        |
| 1990 | 2.295.000   | 2.342.000   | 98,0        | 523        | 403        | 120        | 4.388                     |         | 151       | 1.070     | 205        |
| 1999 | 2.850.000   | 3.000.000   | 95,0        | 580        | 468        | 112        | 4.913                     |         | 245       | 1.100     | 242        |
| 2000 | 2.850.000   | 3.000.000   | 95,0        | 616        | 484        | 132        | 4.626                     |         | 245       | 1.100     | 247        |
| 2001 | 2.948.000   | 3.100.000   | 95,1        | 611        | 479        | 132        | 4.824                     |         | 245       | 1.107     | 251        |
| 2002 | 2.825.654   | 3.006.014   | 94,0        | 609        | 482        | 127        | 4.639                     |         | 245       | 1.107     | 253        |
| 2003 | 2.836.719   | 3.006.014   | 94,4        | 589        | 461        | 128        | 4.816                     |         | 202       | 1.121     | 255        |
| 2004 | 2.259.784   | 2.378.720   | 95,0        | 513        | 395        | 118        | 4.405                     | 8       | 187       | 1.067     | 218        |
| 2013 | 2.455.618   | 2.612.360   | 94,0        | 565        | 429        | 136        | 4.346                     |         | 222       | 1.064     | 236        |
| 2016 | 2.699.800   | 2.913.000   | 92,7        | 580        | 449        | 131        | 4.654                     | 1       | 228       | 1.004     | 239        |
| 2019 | 2.802.800   | 3.185.000   | 88,0        | 599        | 459        | 140        | 4.679                     | 3       | 286       | 1.259     | 243        |
| 2021 | 2.853.450   | 3.244.500   | 87,9        | 594        | 462        | 132        | 4.803                     | 2       | 234       | 808       | 242        |
| 2023 | 2.899.000   | 3.296.200   | 87,9        | 540        | 416        | 124        | 5.368                     | 1       | 233       | 806       | 242        |